# Sioule
La Sioule è un fiume del centro della Francia, affluente sinistro dell'Allier, lungo 150 km.

## Percorso
Nasce nel comune di Orcival, nel dipartimento del Puy-de-Dôme, presso il Lac de Servières, e sfocia nell'Allier a Saint-Pourçain-sur-Sioule, dipartimento dell'Allier.

## Principali affluenti e sub-affluenti
- Sioulot (confluisce a Olby).
- Sioulet (alimenta anche il bacino di Fades-Besserve).
- Colis (alimenta anche il bacino di Fades-Besserve).
- Chalamont (alimenta anche il bacino di Fades-Besserve).
- Saunade.
- Bouble (confluisce poco lontano da Saint-Pourçain-sur-Sioule).
- Miouse.